# Culen de Escocia
Culen de Escocia (en gaélico escocés Cuilén mac Iduilb, muerto en 971) fue rey de Escocia de 967 a 971. Fue uno de los tres hijos de Indulf (Ildulb mac Causantín). Los otros dos fueron Eochaid (m. 971) y Amlaíb (m. 977).
Fue implicado en la muerte de su antecesor Dubh (Dubh mac Maíl Coluim), pero no pudo impedir la anarquía y murió junto a su hermano Eochaid en una batalla contra el rey de Strathclyde, en 971. Está enterrado en Iona.
Culen fue sucedido en el trono por el hermano de Dubh, Kenneth II (Cináed mac Maíl Coluim). El hijo de Culen, Constantino III (Causantín mac Cuilén), fue rey posteriormente.